# Scotinella custeri
Espèce
Scotinella custeri est une espèce d'araignées aranéomorphes de la famille des Phrurolithidae.

## Distribution
Cette espèce est endémique du Dakota du Sud aux États-Unis,.

## Description
La femelle holotype mesure 2,15 mm.

## Étymologie
Son nom d'espèce lui a été donné en référence au lieu de sa découverte, le parc d'État Custer.

## Publication originale
- Levi & Levi, 1951 : Report on a collection of spiders and harvestmen from Wyoming and neighboring states. Zoologica, Scientific Contributions of the New York Zoological Society, vol. 36, p. 219-237 (texte intégral).